# 竹内友治郎

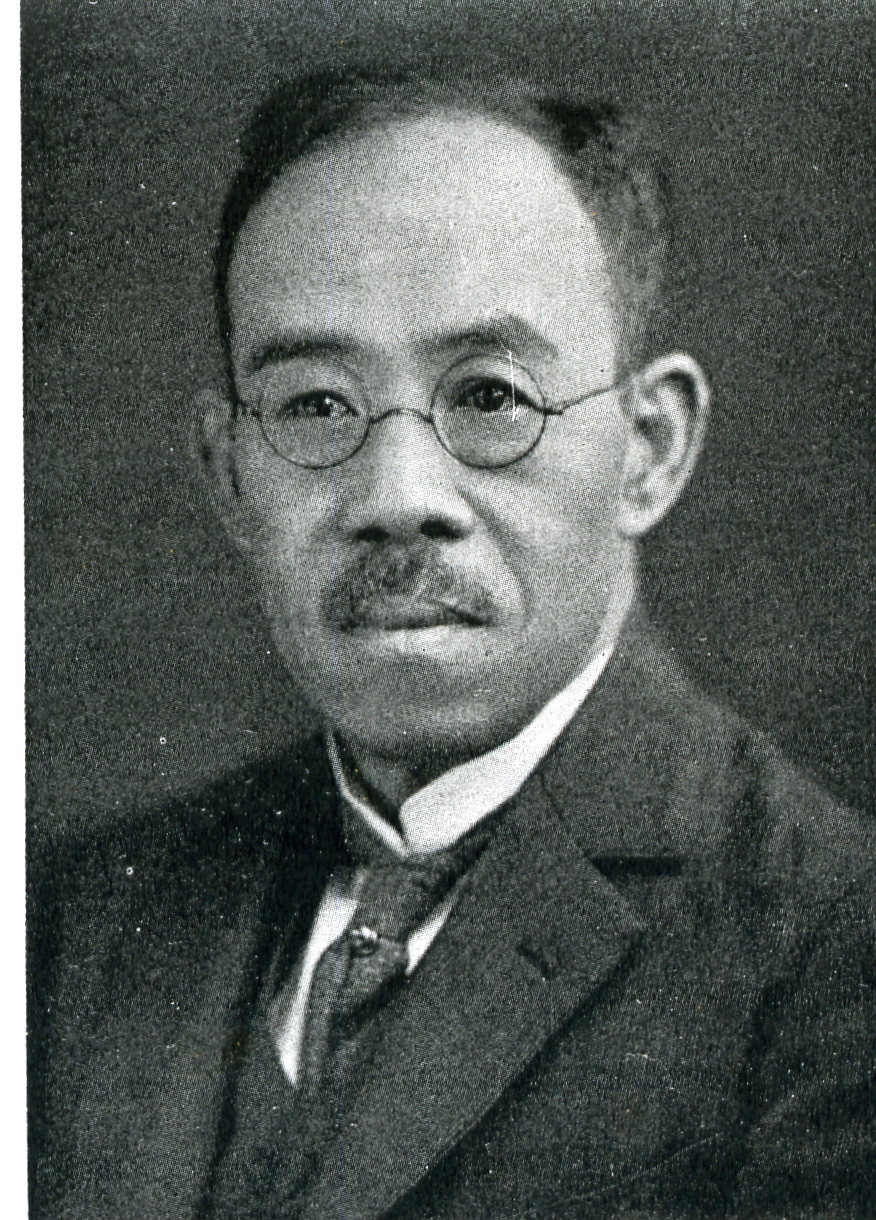
竹内友治郎

竹内 友治郎（たけうち ともじろう、明治5年10月2日（1872年11月2日） - 昭和11年（1936年）11月10日）は、日本の逓信官僚、農商務次官、衆議院議員（立憲政友会）。

## 生涯
山梨県巨摩郡百田村（現在の南アルプス市）出身。東京法学院（現在の中央大学）卒業。逓信省に入省後、高等文官試験に合格。日露戦争時に金沢郵便局長を務めていたが、当時逓信次官であった田健治郎男爵に見出され、独立第13師団（樺太出征軍）郵便部長に抜擢された。その後、樺太庁第二部長、東京逓信局長、朝鮮総督府逓信局長を歴任した。
田健治郎が第8代台湾総督に在任中、1922年（大正11年）秋に台湾行啓が内定すると、警備に万全を期すためとして、田は斎藤実朝鮮総督と交渉の上、竹内を台湾総督府警務局長に転任させた。1923年（大正12年）に田が第2次山本内閣の農商務大臣に就任すると、その下で次官となったが、田が3か月半余りで辞任すると竹内もそれに「殉死」して辞任した。こうした田との繋がりについて「田男爵の腰巾着たることは有名」と評された。
2度の落選を経て、1924年（大正13年）の第15回衆議院議員総選挙に出馬し、当選。以後、4回当選を重ねた。田中義一内閣では陸軍政務次官を務めた。
1936年（昭和11年）11月10日、逝去。墓所は多磨霊園(21-1-29)

## 栄典
- 従四位[3]
- 勲三等[3]

## 著書
下記の他、著書に『議会制新論』『東眼西視録』があるとされる。
- 竹内友治郎『天皇機関説と我憲法政治』竹内友治郎、1936年。全国書誌番号:44024120。（NDLJP:1274045）